# Taye Diggs
Scott Leo "Taye" Diggs, född 2 januari 1971 i Newark i New Jersey, är en amerikansk skådespelare, sångare och producent.
Han är äldst av fem syskon - han har två bröder och två systrar. Han föddes i New Jersey men växte upp i Rochester, New York. Den 11 januari 2003 gifte han sig med Idina Menzel. Tillsammans har de en son född 2009. Paret separerade i slutet av 2013.

## Filmografi i urval
| År        | Titel                           | Noter                      |
| --------- | ------------------------------- | -------------------------- |
| 1998      | När Stella fick tillbaka lusten |                            |
| 1999      | Go                              |                            |
| 1999      | The Wood                        |                            |
| 1999      | The Best Man                    |                            |
| 1999      | Ondskans hus                    |                            |
| 2000      | The Way of the Gun              |                            |
| 2001      | Ally McBeal                     | TV-serie, tio avsnitt      |
| 2002      | Brown Sugar                     |                            |
| 2002      | Cubic                           |                            |
| 2002      | Chicago                         |                            |
| 2003      | Basic - Farligt uppdrag         |                            |
| 2003      | Malibu's Most Wanted            |                            |
| 2003      | Vita huset                      |                            |
| 2005      | Rent                            |                            |
| 2006      | Will & Grace                    | TV-serie, fyra avsnitt     |
| 2006–2007 | Day Break                       | 13 avsnitt, även producent |
| 2007–2013 | Private Practice                | TV-serie, 111 avsnitt      |
| 2010      | Dylan Dog: Dead of Night        |                            |
| 2010      | Tills svärfar skiljer oss åt    |                            |
| 2013      | Baggage Claim                   |                            |
| 2013      | The Trials of Cate McCall       |                            |
| 2014      | The Good Wife                   | TV-serie, fyra avsnitt     |
| 2017      | My Little Pony: The Movie       | Röst                       |